# La Esperanza, Yecuatla
La Esperanza är en ort i Mexiko.   Den ligger i kommunen Yecuatla och delstaten Veracruz, i den sydöstra delen av landet, 250 km öster om huvudstaden Mexico City. La Esperanza ligger 501 meter över havet och antalet invånare är 274.
Terrängen runt La Esperanza är kuperad åt nordost, men åt sydväst är den bergig. Runt La Esperanza är det ganska tätbefolkat, med 93 invånare per kvadratkilometer. Närmaste större samhälle är Misantla, 12,6 km nordväst om La Esperanza. I omgivningarna runt La Esperanza växer i huvudsak städsegrön lövskog.